# 安井まゆ
安井 まゆ（やすい まゆ、1994年1月10日 - ）は、グラビアアイドル、ファッションモデル、「ミス東スポ2020」グランプリ。
山口県下関市生まれ。福岡県の芸能事務所に所属。港育ち。4人姉妹の次女。趣味は釣りと料理。

## 略歴・人物
- 趣味：釣り、宅飲み、ポーカー、競馬、ボートレース[3]
- 特技：料理、カメラ

- 第4回フォーマルウェアコンテスト「イブニングドレス部門」準グランプリ[4]。

- 自身の動画配信で幼稚園児のコスプレをして、視聴者を驚かせる一幕もあった[5]。

- 2022年2月7日、K-1ミクチャラウンドガール1位。

- 高校時代、毎日ゆで卵を食べていたため、あだ名が板東英二だった[6]。

- 2024年5月10日、自身初のイメージDVD『美脚シルエット』が楽天ランキング1位を獲得[7]。

## 出演

### テレビ番組
- 「ロンブー亮の釣りならまかせろ!」レギュラー（2020年10月13日 - 、テレビ埼玉他 8局、MC 田村亮）

### ラジオ番組
- 「めっちゃ! よきラジオ」（2020年1月より 渋谷クロスFM）

### ネット番組
- 「FISH ON!TV ～目指せ！本気の釣りガール～」[8]（2020年10月よりYouTube）
- 川崎競輪「ミッドナイトレース」チャリバラ生配信
- ボートレース平和島「こんせいそんスタジオ生放送!」
- 東スポ餃子大試食会[9]

### 動画配信
- マシェバラ[10]
- 「マシェバラ的競輪生活 チャリバラ」[11]
- 「マシェバラ競輪バラエティ ウマバラ」[12]
- 「西口プロレス 小力の小部屋」[13]

### イベント
- smooth撮影会（2021年4月18日〜）[14][15]
- K-1 ラウンドガール（2022年2月27日、東京体育館）[16][17]
- 宮崎シェラトングランデ bridal show ゲストモデル
- 安井まゆマルイカイベント（2024年5月18日）[18]

### 雑誌
- 「アサ芸シークレット vol.86」[19]
- 秋田書店ヤングチャンピオン　2022 No.10 「K-1×ミクチャ」裏表紙
- 「隔週刊つり情報」2024年6月1日号・表紙[20]

### スポーツ新聞
- 東スポ[21]

### 広告
- 伊藤園
- ホットスタッフ(お天気フィラー)

## 作品

### イメージDVD
- 美脚シルエット（2024年1月31日、スパイスビジュアル）[22]